# Smikros
Smikros (altgriechisch Σμίκρος, übersetzt „klein“) war ein griechischer Vasenmaler, der im Zeitraum 510 bis 500 v. Chr. in Athen in der Werkstatt des Euphronios tätig war. Neben Euphronios, Euthymides, Hypsis und dem Dikaios-Maler war Smikros einer der bedeutendsten Vertreter der sogenannten Pioniergruppe der attischen rotfigurigen Vasenmalerei.

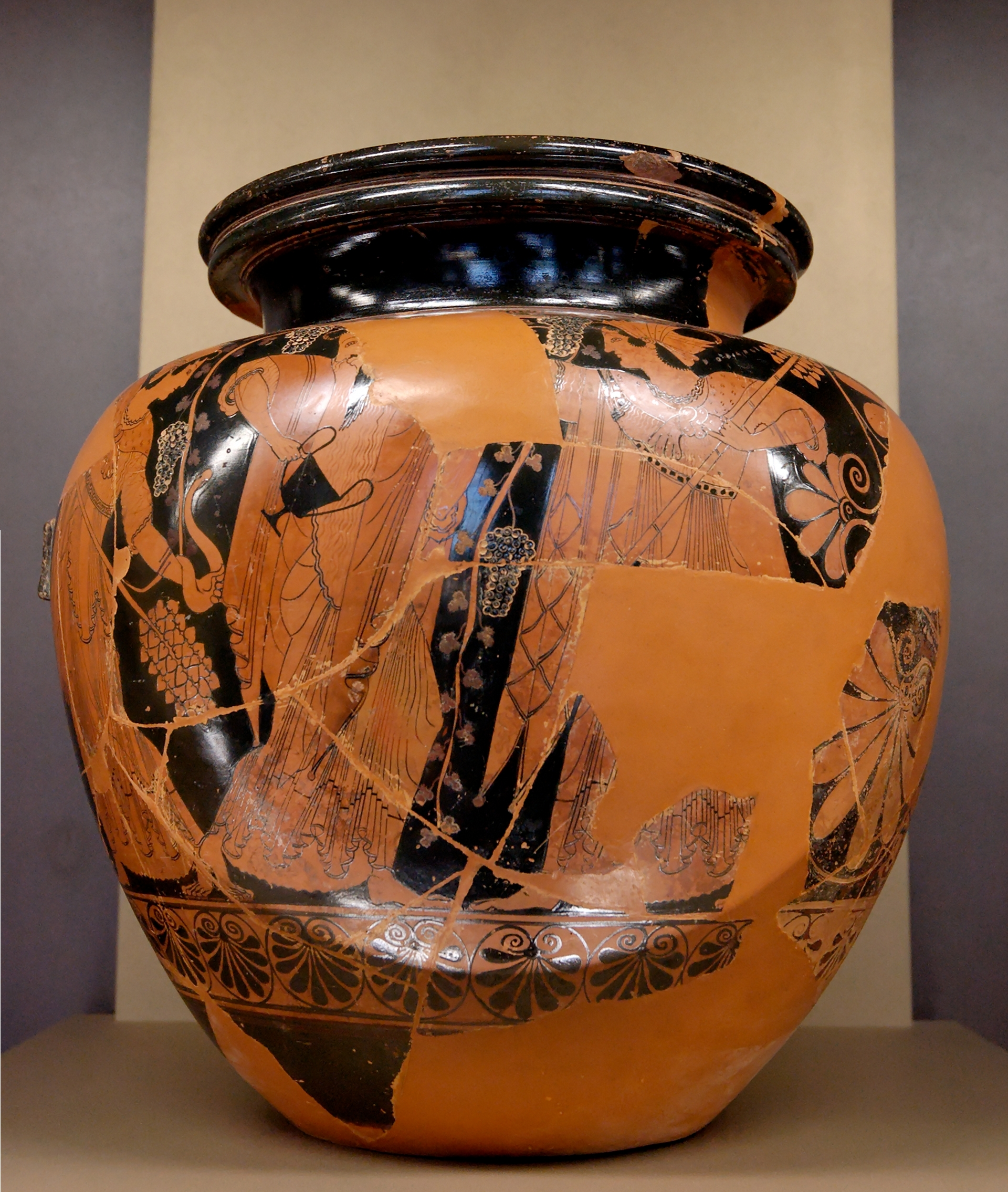
Mänaden und der einen Kantharos haltende Dionysos auf einem Stamnos, um 520/10 v. Chr.

Von Smikros sind drei signierte Gefäße überliefert. Zwei von ihnen sind Stamnoi, auf denen er in einer Kalos-Inschrift einen Antias preist, das dritte eine Strickhenkelamphora. Die Vorliebe für solche Gefäße und für Lieblingsinschriften hat er mit Euphronios gemein, von dem er ausgebildet wurde. Wie dieser hat er auch Leagros in einer Kalos-Inschrift verewigt. John D. Beazley bezeichnete ihn gar als Nachahmer Euphronios. Es ist möglich, dass Smikros an einigen späten und nicht ganz gelungenen Vasen, die Euphronios zugewiesen werden, mitgearbeitet hat. Auf einem Psykter in der Eremitage (Sankt Petersburg) hat Euphronios eine weibliche Figur mit der Inschrift Smikra versehen, was als Anspielung auf seinen Schüler verstanden werden könnte. Auf einer anderen Amphora steht Es scheint Smikros zu gehören, was womöglich auf eine Zusammenarbeit beider Künstler schließen lässt. Smikros werden zusätzlich ein weiterer Stamnos und zwei Peliken zugewiesen.
Beazley bezeichnete Smikros als schlechten Zeichner. Dies ist jedoch höchstens im Vergleich mit den anderen Vertretern der Pioniergruppe zutreffend. Es muss auch bedacht werden, dass die rotfigurige Vasenmalerei noch in den Kinderschuhen steckte und die Pioniere noch stark experimentierten. Ein Mangel an Erfindungsgabe bei der Bildkomposition ist nicht zu verhehlen. Seine Zeichnungen sind zwar präzise, werden jedoch bei manchen Feinheiten wie Ohren oder Fingern sehr ungenau. Auch die Gewänder lassen manches Mal Sorgfalt vermissen. Besonders gut sind im Allgemeinen Kopf und Körper der Personen dargestellt. Besonders die Darstellung von Satyrn gelten als gelungen.